# Auditoria operacional
A auditoria operacional é uma revisão sistemática da eficácia, eficiência e economia da operação. A auditoria operacional é uma avaliação orientada para o futuro, sistemática e independente das atividades organizacionais.
Na auditoria operacional, dados financeiros podem ser usados, mas as principais fontes de evidência são as políticas operacionais e realizações relacionadas aos objetivos organizacionais. A auditoria operacional é uma forma mais abrangente de uma auditoria interna.
O Institute of Internal Auditors (IIA) define a Auditoria Operacional como um processo sistemático de avaliação da eficácia, eficiência e economia das operações de uma organização sob o controle da administração e relatar às pessoas apropriadas os resultados da avaliação, juntamente com recomendações para melhoria.